# Atheris ceratophora
Espèce
Statut de conservation UICN

 VU B1ab(iii) : Vulnérable
Atheris ceratophora est une espèce de serpents de la famille des Viperidae.

## Répartition
Cette espèce est endémique de Tanzanie. Elle se rencontre entre 1 400 et 3 000 m d'altitude dans les monts Udzungwa, Usambara et Uluguru.

## Description
Ce serpent atteint une cinquantaine de centimètres, les femelles étant plus grandes que les mâles. Il présente deux « cornes » caractéristiques au-dessus des yeux. Il est terrestre et arboricole, mais ne monte que rarement au-delà d'un mètre au-dessus du sol.

## Publication originale
- Werner, 1896 "1895" : Über einige Reptilien aus Usambara (Deutsch-Ostafrika). Verhandlungen der Kaiserlich-Königlichen Zoologisch-Botanischen Gesellschaft in Wien, vol. 45, p. 190-194 (texte intégral).